# Bolostromus holguinensis
Bolostromus holguinensis is een spinnensoort uit de familie Cyrtaucheniidae. De soort komt voor in Cuba.